# Jordi Baylach i Planas
Jordi Baylach i Planas (Cambrils, 19 d’agost de 1922 - ?) va ser compositor i organista, sacerdot lazarista i professor de música dels seminaris d’Ibarra, Quito i Loja, i del Instituto de Música Sacra de Quito. 
Va viure a Ecuador des de 1946. Va assistir a diferents congressos internacionals de música sacra, i va col·laborar amb el pare Jaime Mola en el departament de música de la Conferencia Episcopal Ecuatoriana. Va ser, també, organista de la catedral de Quito.
Va recopilar tots els cants sacres equatorians i va editar un llibre anomenat Ecuador canta al Señor (Quito, 1984) i Ritmos del pueblo de Dios, amb 19 edicions. És autor de dues misses en llatí, Misa popular ecuatoriana, pentafònica, i Misa balada al Señor, així com de més d’un centenar de cants sacres, on destaca Dios es amor. Va ser autor de diversos himnes de congressos eucarístics, comunitats religioses i institucions variades i compositor de la lletra i la música del Himno a la policía nacional del Ecuador. 